# 須賀站
須賀站（日语：／ Suka eki */?）是位於岐阜縣羽島市正木町須賀小松，名古屋鐵道（名鐵）的竹鼻線車站。車站編號為「TH04」。

## 歷史
- 1921年（大正10年）6月25日 - 車站啟用。
- 1948年（昭和23年）11月1日前 - 成為無人車站[1]。
- 2007年（平成19年）12月14日 - 車站可以使用「Tranpass」[2]。
- 2011年（平成23年）2月11日 - 車站可以使用「manaca」IC卡。
- 2012年（平成24年）2月29日 - 車站不再可以使用「Tranpass」。

## 車站構造
車站是一座地面車站，設有1面1線的單式月台。此站是無人車站，引入了車站集中管理系統（由名鐵岐阜站管理）。

### 配線圖
| ← 新羽島方向    | 須賀站 站內配線略圖 | → 笠松・ 岐阜方向 |
| 图例 参考文献： |                     |                   |

## 利用狀況
- 在中提及在2013年度，當時1日平均上下車人次為899人，為名鐵所有車站（275站）排名第227，竹鼻線、羽島線（10站）中排名第9[4]。
- 在中提及在1992年度，當時1日平均上下車人次為682人，為除岐阜市內線均一車費區間內各站（岐阜市內線、田神線、美濃町線徹明町站至琴塚站之間）外名鐵所有車站（342站）中排名第256，竹鼻線、羽島線（16站）中排名第9[5]。
- 在《羽島市數據檔案》中，以下為近年一日平均乘車和下車人次[6]。

| 年度               | 乘車人次 | 下車人次 | 上下車人次 |
| ------------------ | -------- | -------- | ---------- |
| 2009年（平成21年） | 384      | 373      | 757        |
| 2010年（平成22年） | 414      | 401      | 815        |
| 2011年（平成23年） | 426      | 421      | 847        |
| 2012年（平成24年） | 441      | 438      | 879        |
| 2013年（平成25年） | 485      | 482      | 967        |
| 2014年（平成26年） | 488      | 486      | 974        |
| 2015年（平成27年） | 511      | 507      | 1,018      |
| 2016年（平成28年） | 497      | 495      | 992        |
| 2017年（平成29年） | 514      | 511      | 1,025      |
| 2018年（平成30年） | 513      | 512      | 1,025      |
| 2019年（令和元年） | 521      | 520      | 1,041      |

## 車站周邊
曾經車站周邊都是稻田，後來開始開發住宅區，使用人次有所增加。
- 羽島市立羽島中學（日语：羽島市立羽島中学校）
- 足近郵局

## 相鄰車站
名古屋鐵道
 竹鼻線
南宿（TH03）－須賀（TH04）－不破一色（TH05）

## 註腳
1. ↑  名古屋鉄道広報宣伝部（編）. . 名古屋鉄道. 1994: 874 （日语）.
2. ↑  . 交通新聞 (交通新聞社). 2007-12-07: 1.
3. ↑  電氣車研究會，《鐵道畫刊》通卷第816號 2009年3月 臨時增刊号 「特集 - 名古屋鉄道」，卷末折込「名古屋鉄道 配線略図」
4. ↑  名鐵120年史編纂委員會事務局（編）. . 名古屋鐵道. 2014: 160–162 （日语）.
5. ↑  名古屋鐵道廣報宣傳部（編）. . 名古屋鐵道. 1994: 651–653 （日语）.
6. ↑  データファイル統計情報 （页面存档备份，存于）（日語） - 羽島市

## 外部連結
- 須賀 - 名古屋鐵道